# ایکوزان
ایکوزان (به انگلیسی: Icosane) یک ترکیب شیمیایی با شناسه پاب‌کم ۸۲۲۲ است. شکل ظاهری این ترکیب، بلورهای بی رنگ، شفاف، مومی است.